# Lauri Ingman
Lauri Ingman (30 juin 1868 à Teuva - 25 octobre 1934 à Turku) est un théologien et homme d'État finlandais.
De 1916 à 1930, il est professeur de théologie à l'université d'Helsinki. Membre du Parti de la Coalition nationale, il est ministre dans différents cabinets et Premier ministre deux fois, en 1918-1919 et en 1924-1925. En 1930, il est nommé archevêque de Turku, à la tête de l'Église évangélique-luthérienne de Finlande.

## Biographie

### Jeunesse
Lauri Ingman est le 11e enfant du pasteur Wilhelm Ingman (1820–1875), installé à Teuva, de son deuxième mariage avec Emma Ottilia Schalin (1831–1901). L'écrivain Alfred Emil Ingman (fi) est le frère aîné de Lauri Ingman. Lauri est orphelin de père à 7 ans. La langue parlée à la maison est le suédois. Ingman fréquente le lycée suédois de Vaasa à partir de 1886. Comme tous ses frères, Lauri Ingman commence ses études de théologie. Il obtient son diplôme en 1890 et poursuit ses études, obtenant un baccalauréat en philosophie en 1892. Ingman reçoit sa consécration pastorale l'année suivante,.

### Carrière universitaire et religieuse
Lauri Ingman travaille à partir de 1893 comme professeur de religion pendant plusieurs années et s'intéresse particulièrement à la pédagogie. Il poursuit ses études et obtient en 1894 un diplôme en sciences de l'éducation. En 1900, il obtient un diplôme de licence en théologie en 1900 avec une thèse sur les "Principales caractéristiques du discipulat de Jésus". Il obtient son doctorat en théologie en 1907. Il travaille comme professeur adjoint de théologie pratique à l'Université d'Helsinki de 1901 à 1916 et devient professeur de théologie pratique à l'université en 1916. En 1911-1912, il participe au mouvement de Réveil initié par Albert Lunde. Lauri Ingman démissionne de son poste de professeur après son élection comme archevêque de Turku en 1930. Succédant à Gustaf Johansson (en), il est archevêque de Turku jusqu'en 1935, quand Erkki Kaila (en) lui succède.

### Carrière politique
Alors que la Finlande n'est encore qu'un grand-duché russe, Lauri Ingman est membre de l'Assemblée législative en 1905–1906 et, après la réforme parlementaire, il est élu député en 1907–1919 et 1922–1929.
Le premier cabinet Ingman est formé fin novembre 1918 dans le cadre de l'éphémère Royaume de Finlande. Les monarchistes et les républicains sont représentés au sein du gouvernement, mais le Parti agrarien s'en retire au bout de 141 jours. Le gouvernement Ingman a néanmoins le temps de soumettre au Parlement une proposition de constitution républicaine, qui est adoptée et finalement confirmée le 17 juillet 1919. Ingman est à nouveau Premier ministre de la fin mai 1924 à la fin mars 1925. Il assume en même temps le portefeuille de Ministre de l'Éducation. Parmi les premiers ministres du président J. Ståhlberg, Ingman est sans doute le plus aimé. Ingman soutient en vain Ståhlberg pour un second mandat. L'élection de Lauri Relander à la présidence lors de l'élection présidentielle de 1925 réduit son influence et le gouvernement tombe peu après. Ingman n'accordait pas une grande valeur aux capacités politiques du président Relander.
Ingman est également membre du gouvernement Erich comme ministre des cultes et de l'Éducation et des gouvernements Kallio II (1925-1926) et Mantere (1928-1929) comme ministre de l'Éducation.

## Famille
Lauri Ingman épouse Anna Elisabeth Rancken en 1893. Ils ont une fille, Sylvi (1894-1920). Veuf en 1895, Lauri Ingman se remarie en 1900 avec Mathilda Halme, une ancienne enseignante. Ils ont trois filles et deux fils : Elsa Johanna (née en 1902), Aune Magdalena (1903), Hertta Elisabet (1905), Martti Johannes (en) (1907) et Lauri Olavi (1909),.

## Hommages
L'Université d'Uppsala décerne à Ingman le titre de docteur honoris causa en théologie en 1932.
Son nom est donné à la salle de la Maison de la culture de son lieu de naissance, Teuva.